# Eirik Labonne
Eirik Labonne (* 4. Oktober 1888 in Paris; † 12. November 1971 ebenda) war ein französischer Botschafter und Kolonialbeamter.

## Leben
Labonnes entstammte einer protestantischen Familie. Sein Vater war der Arzt und Naturforscher Henry Labonne (1853–1944), der 1886/87 zwei Expeditionen nach Island und Färöer führte, was Eirik Labonnes nordischen Vornamen erklärt. Sein älterer Bruder Roger Henri Labonne (1881–1966) war Oberst der französischen Armee und kommandierte während des Zweiten Weltkriegs die Légion des volontaires français contre le bolchévisme (LVF), die aufseiten NS-Deutschlands kämpfte, wofür er nach Kriegsende zu lebenslanger Haft verurteilt wurde.
Eirik Labonne selbst absolvierte die École libre des sciences politiques (Sciences Po) und trat 1913 in den diplomatischen Dienst. Im Ersten Weltkrieg diente er an der Front. Von 1919 bis 1921 war er Chef der französischen Mission in Südrussland, wo Frankreich aufseiten der „Weißen“ im Russischen Bürgerkrieg intervenierte. Zurück am Pariser Quai d’Orsay wurde er 1924 erster Sekretär des Außenministers Édouard Herriot. Nach der diplomatischen Anerkennung der Sowjetunion durch Frankreich wurde er 1925 Botschaftsrat in Moskau. Unter den Generalresidenten Théodore Steeg und Lucien Saint war er von 1928 bis 1932 Generalsekretär des französischen Protektorats Marokko.
Anschließend ging er als Ministre plénipotentiaire bis 1933 nach Mexiko und wurde anschließend Leiter der Amerika-Abteilung im Außenministerium in Paris. Von Oktober 1937 bis Oktober 1938 war er Botschafter bei der Spanischen Republik, die sich damals im Bürgerkrieg befand. Von November 1938 bis Juni 1940 war Labonne Generalresident im französischen Protektorat Tunesien. In dieser Zeit besuchte Premierminister Édouard Daladier Anfang 1939 den Bey von Tunis Ahmed II. (1862–1942). Von Juni 1940 bis April 1941 war Labonne französischer Botschafter in der Sowjetunion.
Im Februar 1946 wurde der als liberal geltende Eirik Labonne zum Generalresidenten in Französisch-Marokko ernannt, wo zwei Jahre zuvor die Unabhängigkeitspartei Istiqlal gegründet worden war. Labonne wurde im Mai 1947 von General Alphonse Juin abgelöst. Zusammen mit dem früheren Hochkommissar der Kolonie Niger, Émile Bélime, gründete Labonne 1951 das Comité du Sahara Français.